# The Patchwork Girl of Oz
The Patchwork Girl of Oz è un film muto del 1914 diretto da J. Farrell MacDonald. È conosciuto anche con il titolo The Ragged Girl of Oz. La sceneggiatura si basa su The Patchwork Girl of Oz, romanzo di L. Frank Baum pubblicato a Chicago nel 1913.

## Trama
Nel regno di Oz, l'albero delle pagnotte nel giardino di casa del giovane orfano Ojo e dello zio Nunkie, al quale è affidato, non produce più frutti: in preda alla fame, i due decidono di recarsi nella Città di Smeraldo, dove il cibo non manca mai. Strada facendo, essi si imbattono in Margolotte che, stanca dei lavori domestici, allestisce un pupazzo a grandezza naturale di una giovane donna ("la ragazza raffazzonata di Oz", o "The Patchwork Girl of Oz") della quale potrà sfruttare i servigi dopo che il marito, il dottor Pipt, un mago, le avrà infuso la vita tramite una polverina di sua invenzione; il che puntualmente accade.
Per un incidente di natura magica, però, Nunkie, Margolotte e Danx, il fidanzato di sua figlia Jesseva, risultano trasformati in statue di pietra. Sul librone degli incantesimi è scritto che gli ingredienti per realizzare una pozione depetrificante sono: 3 peli della coda del Woozy (un simpatico gattone le cui parti del corpo sono a forma di parallelepipedo), un "trifoglio" a sei foglie, e un gill di acqua attinto da un "pozzo oscuro". Il dottor Pipt dice di essere in grado di reperire il pozzo oscuro, mentre la "ragazza raffazzonata di Oz" e Jesseva si incaricano di rintracciare il Woozy e l'esafoglio: ma prima di partire Jesseva ottiene dal padre mago di ridurre la statua di Danx a dimensioni tascabili, in modo da poter sempre portare il fidanzato presso di sé. Il che non è necessariamente un vantaggio, perché ben presto si palesa la giovane Jinjur, della Città di Smeraldo, che si innamora della statuetta di Danx e crecherà a più riprese di impadronirsene.
Ciascuno parte per la propria missione. Insieme a un manipolo di abitanti del paese si allontanano Ojo, Jesseva e la "ragazza raffazzonata di Oz", e sarà proprio quest'ultima a riuscire a liberare il Woozy dalla sua caverna recintata e a portarlo con loro, mentre Ojo riesce a cogliere l'esafoglio. Senonché in Oz l'estirpazione o la raccolta di tale erba è fuorilegge: Ojo viene arrestata e portata nelle prigioni reali insieme ad altri che partecipavano alla ricerca, mentre la "ragazza raffazzonata di Oz" (ovvero la "The Patchwork Girl of Oz", che dir si voglia) e Jesseva sfuggono all'arresto.
Dal canto suo il dottor Pipt riesce infine, dopo aver affrontato perigliose prove presso popoli o gruppi sociali dalle abitudini quantomeno peculiari, a giungere alla corte di Oz (così come vi giunge la ragazza raffazzonata, insieme al suo nuovo fidanzato, uno spaventapasseri) proprio nel momento in cui i Ojo e gli altri i prigionieri sono portati in giudizio di fronte a a Ozma, la regina di Oz. Costei, sentiti il parere dei detenuti e quello del suo mago di corte, il famoso mago di Oz, appunto, delibera il proscioglimento degli accusati se e solo se il dottor Pipt riuscirà a depetrificare seduta stante le statue mediante la sua pozione, che viene al momento preparata con tutti gli ingredienti.
Le statue ancora mancanti (quelle di Nunkie e Margolotte) vengono rapidamente evocate, e l'incantesimo del dottor Pipt funziona alla perfezione. Lieto fine.

## Produzione
Il film fu prodotto da The Oz Film Manufacturing Company (con il nome The Oz Film Company).

## Distribuzione
Distribuito dalla Paramount Pictures, uscì nelle sale cinematografiche statunitensi il 28 settembre 1914, dopo una première tenuta il 6 agosto 1914 tenuta al Los Angeles Athletic Club.
Il copyright del film, richiesto da L. Frank Baum, fu registrato il 5 ottobre 1914 con il numero  LU4111.
Una copia della pellicola, un positivo 35 mm, si trova negli archivi della Library of Congress (American Film Institute/Murray Glass collection); una negli archivi dell'UCLA di Los Angeles; un'altra, un 16 mm alla Glenn Film Supply e alcuni positivi in 16 mm in collezioni private. Nel 1919 ne venne fatta una riedizione che venne distribuita con il titolo di lavorazione del film, The Ragged Girl of Oz.